# Peñacaira
Peñacaira es una localidad española perteneciente al municipio de Barjas, en la provincia de León, comunidad autónoma de Castilla y León.

## Geografía

### Ubicación
| Noroeste: Barjas   | Norte: Güimil  | Noreste: Corrales  |
| Oeste: Corporales  |                | Este: Corrales     |
| Suroeste Mosteiros | Sur: Mosteiros | Sureste: Mosteiros |

## Demografía
Evolución de la población
| Gráfica de evolución demográfica de Peñacaira entre 2000 y 2019    |
|                                                                    |
| Población de derecho (2000-2019) según el padrón municipal del INE |